# Ave Maria (film, 1920)
Pour les articles homonymes, voir Ave Maria.
Pour plus de détails, voir Fiche technique et Distribution.
Ave Maria est un film italien réalisé par Memmo Genua et Diana Karenne, sorti en 1920.

## Fiche technique
- Titre : Ave Maria
- Réalisation : Memmo Genua et Diana Karenne
- Scénario : Gaetano Campanile-Mancini
- Photographie : Gioacchino Gengarelli
- Société de production : Tespi Film
- Pays d'origine :  Royaume d'Italie
- Langue : film muet avec les intertitres en italien
- Métrage : 1 630 m
- Format : Noir et blanc — 35 mm — 1,33:1 — Muet
- Genre :
- Durée : 54 minutes 20
- Date de sortie : août 1920

## Distribution
- Ludovico Bendiner
- Carmela Bonicatti
- Romano Calò
- Diana Karenne
- Nicola Pescatori
- Ernesto Treves
- Carlo Troisi